# ماركوس دوبري
ماركوس دوبري (بالإنجليزية: Marcus Dupree) هو لاعب كرة قدم أمريكية أمريكي، ولد في 22 مايو 1964 في فيلادلفيا في الولايات المتحدة.

## وصلات خارجية
- ماركوس دوبري على موقع مرجع كرة القدم المحترفة.كوم (الإنجليزية)
- ماركوس دوبري على موقع قاعة ميسيسيبي للمشاهير الرياضية (الإنجليزية)